# All Parties Democratic Movement
All Parties Democratic Movement (APDM) är en valallians, bestående av 32 pakistanska partier.
Bland dessa återfinns:
- Nationella Awamipartiet
- Muttahida Majlis-e-Amal
- Pakhtun-khwa Milli Awami Party
- Pakistan Muslimska Ligan
- Pakistanska Tehreek-e-Insaf

I parlamentsvalet den 18 februari 2008 gick alliansen starkt framåt.